# حادث تحطم مروحية نهر هدسون 2025
في 10 أبريل 2025، تحطمت طائرة هليكوبتر من طراز بيل 206 في نهر هدسون بالقرب من نيوبورت، جيرسي سيتي. لقي جميع من كانوا على متنها، وهم عائلة مكونة من خمسة أفراد والطيار، حتفهم. كانت الطائرة تابعة لشركة نيويورك هليكوبتر، وكانت تقوم برحلتها السادسة في ذلك اليوم.

## الطائرة
الطائرة المتورطة في الحادث كانت طائرة بيل 206 لونغ رينجر IV (L-4) ذات مروحتين، كانت شركة نيويورك هليكوبتر تشارتر إنك تستأجرها من شركة ميريديان هليكوبترز في لويزيانا. تم صنعها في عام 2004 وحصلت على شهادة صلاحية للطيران في عام 2016، صالحة حتى عام 2029، وفقًا لسجلات إدارة الطيران الفيدرالية (FAA).
والطائرة تابعة لشركة نيويورك هليكوبتر، وهي شركة محلية للجولات السياحية، والمعروفة أيضًا باسم نيويورك هليكوبتر تشارتر إنك ونيويورك هليكوبتر تورز إل إل سي. تأسست الشركة في التسعينيات شهدت الشركة حادثي تحطم سابقين. خلال السنوات الثماني الماضية، مرت الشركة بإفلاس وتواجه دعاوى قضائية مستمرة بسبب ديون . وفي يناير، تم رفع دعوى قضائية ضد الشركة بقيمة تزيد عن 1.4 مليون دولار أمريكي بسبب عدم دفع إيجار طائرة هليكوبتر. في فبراير، رفع مقرض آخر دعوى قضائية، مدعيًا أن الشركة منعت سداد قرض عمره أسابيع وتدين بأكثر من 83,000 دولار. لم تقدم نيويورك هليكوبتر ردًا في أي من القضيتين.

## الحادث
في الساعة 2:59 عصرًا بتوقيت شرق الولايات المتحدة، أقلعت الطائرة من مهبط هليكوبتر داون تاون مانهاتن في رحلتها السادسة لهذا اليوم، وسارت على طول الجزء الجنوبي من مانهاتن ودارت حول تمثال الحرية قبل أن تطير شمالًا على الجانب الغربي من مانهاتن. في الساعة 3:08 عصرًا، استدارت الطائرة بالقرب من جسر جورج واشنطن على ارتفاع حوالي 1000 قدم (300 متر) قبل أن تتجه جنوبًا على طول ساحل نيو جيرسي.
قبل الحادث، أبلغ الطيار عبر الراديو أنه يعود إلى المهبط للتزود بالوقود. بعد حوالي 18 دقيقة من الرحلة، في الساعة 3:17 عصرًا، تعرضت الطائرة لتفكك أثناء الطيران، حيث انفصل الدوار الرئيسي، مما تسبب في سقوطها بزاوية 45 درجة وتحطمها رأسًا على عقب في نهر هدسون بالقرب من نيوبورت، جيرسي سيتي، مقابل رصيف 40 في نيويورك سيتي. هبط جسم الطائرة في مياه بعمق 5 أقدام (1.5 متر)، بينما سقطت أجزاء أخرى في مياه بعمق 75 قدمًا (23 مترًا). كانت درجة حرارة الماء 50 درجة فهرنهايت (10 درجات مئوية) وقت الحادث. وصف شهود عيان سماع أصوات عالية قبل رؤية الطائرة تتفكك في الجو، مع سقوط الحطام في النهر. وصل المستجيبون للطوارئ ووجدوا الطائرة مغمورة. تم إعلان وفاة أربعة أشخاص في مكان الحادث، بينما توفي اثنان آخران متأثرين بجروحهما في المستشفى. تم انتشال جميع جثث ضحايا الحادث.

## الركاب
كان على متن الطائرة ستة أشخاص. أفادت مصادر إنفاذ القانون لشبكة ABC نيوز أن الركاب كانوا عائلة مكونة من خمسة أفراد من برشلونة، إسبانيا، وهم رئيس شركة سيمنس إسبانيا أغوستين إسكوبار وزوجته ميرسيه كامبربي مونتال وأطفالهم الثلاثة (في أعمار 4 و8 و10 سنوات). كان الطيار شون جونسون، البالغ من العمر 36 عامًا، وهو من قدامى المحاربين في قوات النخبة البحرية الأمريكية 

## ردود الفعل

### محلية
قدم الرئيس دونالد ترامب تعازيه لعائلات وأصدقاء ضحايا تحطم الطائرة الهليكوبتر، الذي وصفه بأنه "مروع" في رسالة على منصة Truth Social. وقال أيضًا إن وزير النقل، شون دافي، وفريقه يحققون في الحادث وأن "إعلانات بشأن ما حدث بالضبط، وكيف، ستصدر قريبًا".
قال عمدة مدينة نيويورك، إريك آدامز: "قلوبنا مع عائلات من كانوا على متن الطائرة".
قال مايكل روث، الرئيس التنفيذي لشركة نيويورك هليكوبتر تشارتر إنك: "الشيء الوحيد الذي يمكنني قوله هو أننا منهارون"، وأضاف: "أنا أب وجد، وزوجتي لم تتوقف عن البكاء منذ بعد الظهر". وعندما سُئل عن صيانة الطائرة، قال روث: "مدير الصيانة لدي هو من يتعامل مع ذلك".

### دولية
وصف رئيس الوزراء الإسباني، بيدرو سانشيز، الحادث بأنه "مأساة لا تُصدق" في منشور على منصة X.